# حمام افضل
حمام افضل یا گرمابه نور افضل   مربوط به اواخر دوره قاجار است و در شوشتر، چهار راه امام، پشت مسجد رسول واقع شده و این اثر در تاریخ ۹ اردیبهشت ۱۳۸۲ با شمارهٔ ثبت ۸۳۶۱ به‌عنوان یکی از آثار ملی ایران به ثبت رسیده است.
حمام افضل تا دهه ۶۰ خورشیدی فعال بوده است ولی با ایجاد حمام در منازل، این حمام رفته‌رفته تعطیل شد و بدون استفاده ماندن باعث تخریب بنای آن شده است.
حمام افضل بخشی از مجموعه افضل است که شامل مسجد، منزل، کاروان‌سرا و... می‌شود. این حمام توسط نادعلی و نورعلی افضل در شوشتر ساخته‌ شده است.
خاندان افضل در منطقه دلدل شهر شوشتر مستقر بوده‌اند و از ملاکان و تجار بزرگ این منطقه به شمار می‌آیند. این حمام در نزدیکی کاروانسرای افضل قرار دارد.

## مالکیت
این اثر ملی دارای مالک خصوصی شامل تعداد زیادی ورثه است.

## معماری
حمام افضل از دو بخش تشکیل شده است. سقف شوادان روی ستون گرد و دو نیم ستون با شیوه تاق و تویزه ایجاد شده و سه نورگیر گرد در آن تعبیه شده است. سقف بخش دوم نیز روی چهار ستون هشت ضلعی و به شیوه طاق و گنبد با هفت نورگیر ساخته شده است.
در دوران پیشین در بخش اول حمام یک حوض جهت نظافت و در بخش دوم یک خزینه وجود داشته که بعدها با تجهیز حمام به سیستم لوله کشی و ایجاد دوش‌های انفرادی این بخش‌ها حذف شده اند.

## مرمت
این حمام در چند مرحله توسط اداره میراث فرهنگی شوشتر استحکام بخشی و حفاظت اضطراری  شده ولی هنوز وضعیت مطلوبی ندارد. عدم همکاری مالکان از دلایل عدم ترمیم کامل عنوان شده است. 